# احمد العوفی
احمد العوفی (عربی: أحمد العوفي؛ زادهٔ ۱۵ ژانویهٔ ۱۹۹۲) یک ورزشکار اهل عربستان سعودی است.
از باشگاه‌هایی که در آن بازی کرده‌است می‌توان به باشگاه فوتبال الفتح عربستان سعودی و باشگاه فوتبال الاهلی عربستان سعودی اشاره کرد.